# Saint-Laurent-d'Oingt
Saint-Laurent-d'Oingt là một xã thuộc tỉnh Rhône trong vùng Auvergne-Rhône-Alpes phía đông nước Pháp. Xã này nằm ở khu vực có độ cao trung bình 440 mét trên mực nước biển.